# Agrostis hackelii
Agrostis hackelii é uma espécie de gramínea do gênero Agrostis, pertencente à família Poaceae.